# Rhopus americanus
Rhopus americanus är en stekelart som först beskrevs av Girault 1915.  Rhopus americanus ingår i släktet Rhopus och familjen sköldlussteklar. Inga underarter finns listade i Catalogue of Life.